# Nefritis lúpica
Una nefritis lúpica (NL) es un tipo de enfermedad renal que se produce secundaria al lupus eritematoso sistémico (LES), una enfermedad autoinmune. Los síntomas pueden incluir orina espumosa, edema en las piernas, fiebre y dolores musculares. Cuando ocurre, generalmente es al menos 3 años después del inicio del LES. Las complicaciones pueden incluir hipertensión e insuficiencia renal.
Entre los factores de riesgo se incluyen ciertos determinantes genéticos. El mecanismo subyacente implica una reacción de hipersensibilidad de tipo III y la formación de complejos inmunitarios. Estos complejos se acumulan cerca de la membrana basal glomerular del riñón y provocan inflamación. El diagnóstico se puede sospechar con base en análisis de sangre y orina, y se confirma con una biopsia renal.
El tratamiento depende de la gravedad de la enfermedad. Se pueden usar medicamentos para inhibir el sistema inmunitario, como prednisona, ciclofosfamida o hidroxicloroquina. La presión arterial puede requerir control con medicamentos como los inhibidores de la ECA, diuréticos o bloqueadores beta. Eventualmente se puede requerir diálisis.
Afecta hasta el 50% de los adultos y el 80% de los niños con lupus. La edad de inicio típicamente es en adultos jóvenes. Los hombres se ven más comúnmente afectados que las mujeres. Si bien el lupus fue descrito por primera vez en el año 400 a. C. por Hipócrates, sus efectos sobre los riñones se documentaron por primera vez a principios del siglo XX.